# Rolinha-do-planalto
Rolinha-d'olho-azul ou rolinha-do-planalto (Columbina cyanopis) é uma espécie de ave da ordem dos Columbiformes, pertencente à família Columbidae. Seu habitat natural são florestas subtropicais ou tropicais secas com planície de pastagem. É ameaçada pela destruição de seu ambiente originário.
Possui cerca de 17 centímetros de comprimento, é predominantemente castanha com olhos azuis e bico preto de base verde.

## Etimologia
Seu nome científico significa: do (latim) columbina = referente à família Columbidae; e do (grego) kuanos = lapis lazuli, da cor azul; e öps, öpos = olhos: Pombinha de olhos azuis.
A rolinha-do-planalto também é conhecida como popularmente pelos nomes de rolinha-brasileira ou pombinha-olho-azul.

## Distribuição geográfica
A rolinha-do-planalto é uma ave endêmica do Brasil.
Atualmente existe uma população documentada no município de Botumirim, no cerrado do estado de Minas Gerais. Em junho de 2015, foi redescoberto por acaso pelo ornitólogo Rafael Bessa que gravou e tirou fotos de uma ave; depois foi achado um grupo de 12 indivíduos na região do cerrado no estado de Minas Gerais. Esse grupo foi fotografado, filmado e gravado por investigadores, e agora se planejaram ações de preservação da área.
Anteriormente, o principal registro de sua localização era na Serra das Araras (Estação Ecológica), no estado de Mato Grosso. Há mais de um registro da ocorrência da Rolinha-do-planalto, Porém a Serra das Araras, localizada no estado do Mato Grosso na Estação Ecológica, era a que possuía o registro mais importante.
"A Columbina cyanopis é conhecida por ter muito poucos registros sobre uma larga extensão no interior do Brasil. Há uma pequena população na Serra das Araras, Mato Grosso, mas os únicos outros recentes registros são de perto de Cuiabá (também no Mato Grosso) nos anos 1980, e um individual em Campo Grande, Mato Grosso do Sul, em 1992. Registros históricos são também escassos, com cinco espécies coletadas no Mato Grosso em 1823-1825, dois de Goiás em 1940-1941, e um de São Paulo em 1904.” (original em inglês)

## Habitat

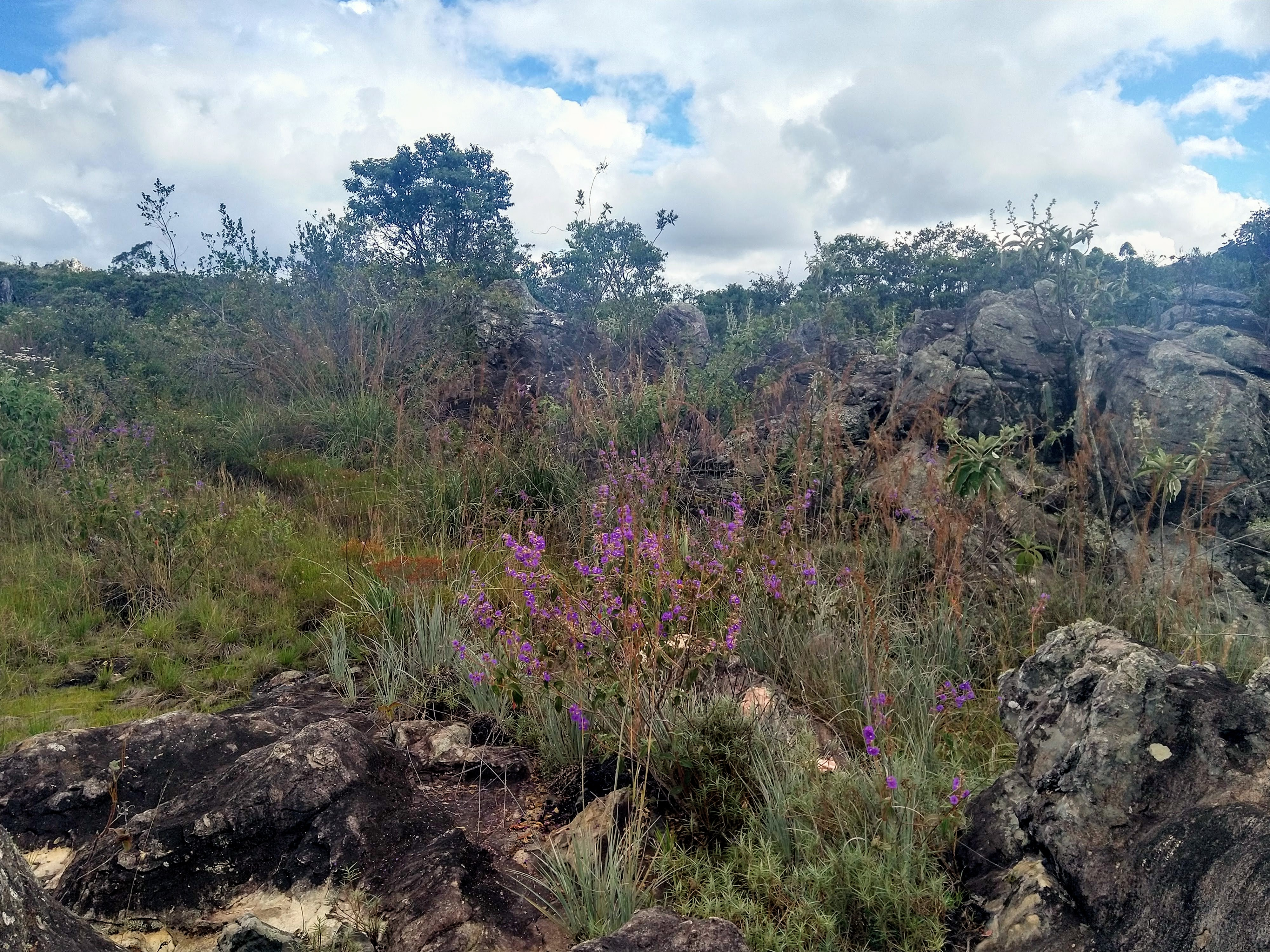
Hábitat da espécie em Botumirim, Minas Gerais.

A rolinha-do-planalto habita as pradarias do Cerrado.

## Conservação
Sua população está em declínio. Estima-se que existam de 50 a 249 indivíduos.
Não se sabe quais são os motivos para a raridade histórica desta espécie, visto que, até recentemente, havia largas áreas de habitats potencialmente apropriados para esta ave.
Após 75 anos do seu último registro, em 1941, um grupo de pesquisadores redescobriram a espécie em uma área de Cerrado no município de Botumirim no estado de Minas Gerais. Atualmente a área da população encontrada em Botumirim foi transformada em uma Reserva Particular do Patrimônio Natural - RPPN e ambientalistas lutam para transformar a região de entorno em uma unidade de conservação de proteção integral.

## Ameaças

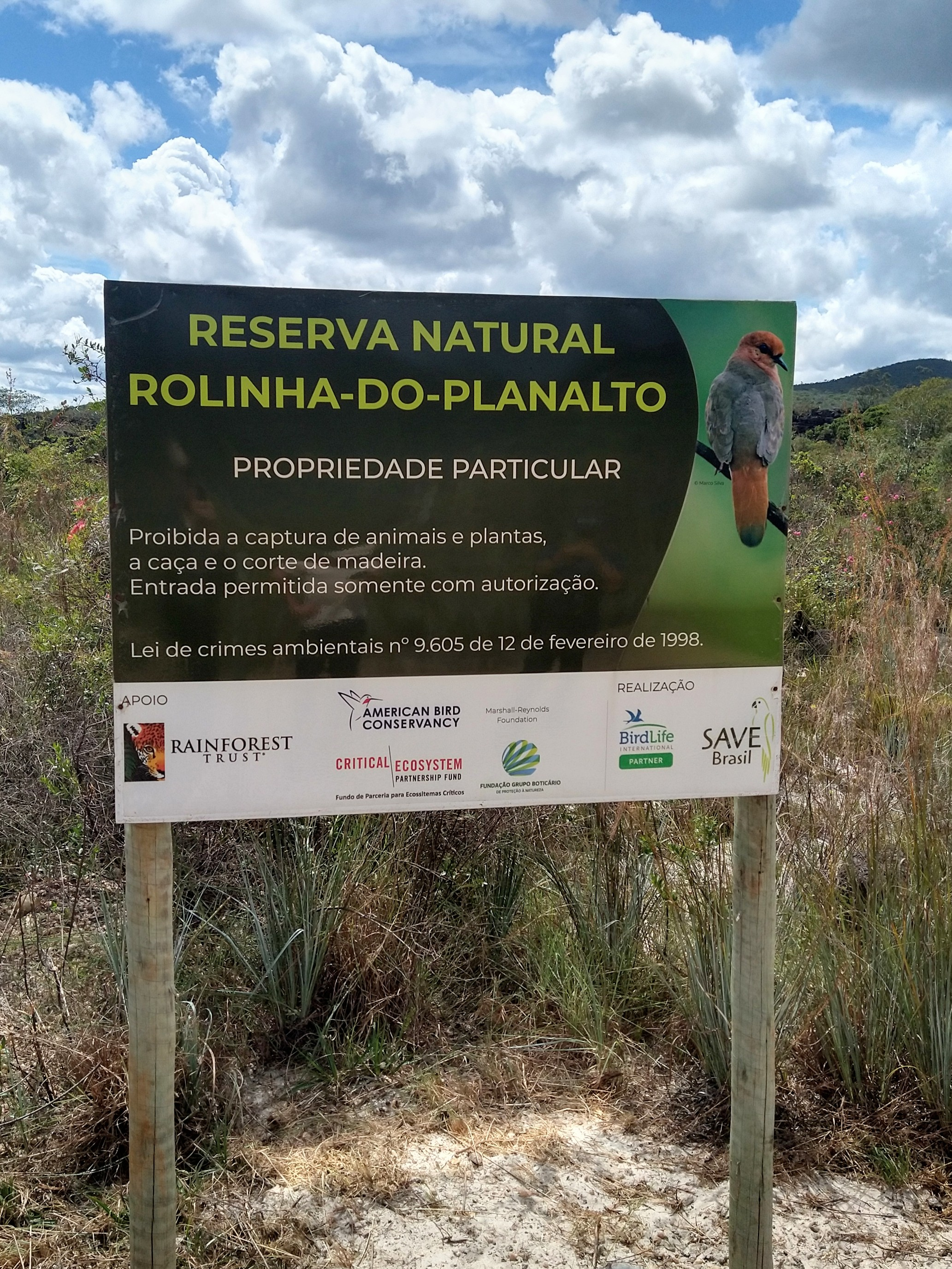
Projeto de conservação Reserva Natural Rolinha-do-planalto.

Segundo avaliação da BirdLife International, esta espécie é rara, possui pequena população e encontra-se criticamente ameaçada:
“Esta espécie é muito rara, com recentes registros de somente três localizações, sugerindo que o total populacional seja extremamente pequeno e severamente fragmentado. Um contínuo declínio é inevitável dadas as rápidas taxas de perda de habitat na região. Este fatores qualificam a espécie como ‘Criticamente Ameaçada’”.(original em inglês)
A destruição massiva do Cerrado Brasileiro é a principal ameaça à existência desta espécie rara.
Formação de pastagens para pecuária, agricultura e queimadas anuais são as causas mais evidentes da destruição do habitat da Rolinha-do-planalto.

### Redescoberta em Minas Gerais
Um grupo de pesquisadores anunciou a redescoberta de uma ave da qual não havia registro comprovado havia 75 anos. Trata-se da Rolinha-do-planalto (Columbina cyanopis), uma espécie exclusiva do Brasil, ameaçada principalmente pela destruição do Cerrado brasileiro, onde vive.
Suas principais características são olhos azuis claros e manchas azuis escuras nas asas, que se destacam da plumagem castanho-avermelhada. Até o momento foram encontrados 12 exemplares da ave.
Segundo nota divulgada pelo Instituto Butantan, que sediou um encontro de ornitólogos em que a novidade foi anunciada, os cientistas agora têm trabalhado ao mesmo tempo no registro científico da redescoberta e num plano de conservação para assegurar a sobrevivência em longo prazo.

Os ornitólogos ainda realizam expedições a alguns lugares com geografia e características similares às do primeiro ponto de incidência em busca de novos indivíduos. Segundo o Butantan, os locais de busca são identificados por imagens de satélite associadas a uma técnica chamada modelagem ecológica em que um software indica áreas com as características ambientais semelhantes com as das áreas onde a espécie ocorre.[2]